# Lamar Jeffers
Lamar Jeffers, född 16 april 1888 i Anniston i Alabama, död 1 juni 1983 i Daytona Beach i Florida, var en amerikansk politiker (demokrat). Han var ledamot av USA:s representanthus 1921–1935.
Jeffers ligger begravd på Arlingtonkyrkogården.